# Pero nocturna
Pero nocturna là một loài bướm đêm trong họ Geometridae.